# Lijst van straten in Bussum
Dit is een lijst van straten in Bussum in de Nederlandse provincie Noord-Holland met hun oorsprong/betekenis.
- 1e Industriestraat -
- A L G B Toussaintlaan - Geertruida Bosboom-Toussaint (1812-1886), een Nederlands auteur
- Aagje Dekenlaan - Aagje Deken, schrijfster
- Aaltje Noordewierlaan - Aaltje Noordewier-Reddingius (1868-1949) was een Nederlandse klassiek zangeres (sopraan).
- Achtermeulenlaan -
- Achterom -
- Adelheidstraat - Adelheid (heilige) (931-999) was een dochter van koning Rudolf II van Opper-Bourgondië en van Bertha van Zwaben.
- Akkerlaan -
- Alberdingk Thijmlaan - Joseph Alberdingk Thijm (1820-1889), een Nederlands dichter, schrijver, uitgever en hoogleraar
- Albert Neuhuijslaan - Albert Neuhuijs, schilder van de Larense School, aquarellist, etser en lithograaf.
- Albrechtlaan - Albrecht van Oostenrijk (1559-1621), ook Albert of Albertus genoemd, was landvoogd van de Zuidelijke Nederlanden van 1595 tot 1598.
- Amaliagaarde - niet naar een persoon vernoemd
- Amersfoortsestraatweg - naar Amersfoort
- Anne Franklaan - Anne Frank
- Anthonie Fokkerstraat - Anthony Fokker, grondlegger vliegtuigbouw in Nederland
- Anton Mauvelaan - Anton Mauve, schilder
- Antoni van Leeuwenhoekweg - Antoni van Leeuwenhoek, Nederlandse handelsman, landmeter, wijnroeier, glasblazer en microbioloog.
- Augusta de Witlaan - Augusta de Wit, schrijfster
- Badhuislaan -
- Barbaragaarde - niet naar een persoon vernoemd
- Batterijlaan -
- Beeklaan -
- Beekmanstraat -
- Beerensteinerhof - hotel Beerenstein, later kinderdagverblijf Berenpels.
- Beerensteinerlaan -
- Betje Wolfflaan - Betje Wolff, schrijfster
- Bijenschans -
- Bijlstraat -
- Bisonstraat -
- Blekershoek -
- Bloemhof -
- Boerhaavelaan - Herman Boerhaave (1668-1738) was een Nederlands arts, anatoom, botanicus, scheikundige en onderzoeker.
- Boomkleverlaan - boomklever, vogelsoort
- Boslaan -
- Botweg -
- Bredelaan -
- Brederodelaan - Gerbrand Adriaensz. Bredero, Nederlands dichter, toneelschrijver en rederijker
- Brediusweg - Abraham Bredius (1855-1946) was een Nederlandse Rembrandtkenner, schilderijenverzamelaar, mecenas en archiefvorser.
- Bremstraat - Brem (plant), een struik (Cytisus scoparius) uit de vlinderbloemenfamilie (Fabaceae)
- Brinklaan - naar de brink
- Burgemeester Banisstraat - Hendrik Banis, burgemeester van Bussum van 1821 tot 1850
- Burgemeester s'Jacoblaan - mr. Herman Theodoor s'Jacob, burgemeester van Bussum van 1909 tot 1919.
- Busken Huetlaan - Conrad Busken Huet
- Catharina van Renneslaan - Catharina van Rennes (1858-1940) was een Nederlandse componiste en zangpedagoge. Ze richtte zich in haar werk vooral op kinderen.
- Ceintuurbaan - een ceintuurbaan is een oude benaming voor 'rondweg' of 'ringweg'
- Cereslaan - Ceres (godin), de godin van de landbouw en het graan in de Romeinse religie
- Claudiagaarde - niet naar een persoon vernoemd
- Comeniuslaan -
- Constantijn Huijgenslaan - Constantijn Huygens
- Cornelia de Langelaan - Cornelia de Lange (1871-1950) was kinderarts en hoogleraar kindergeneeskunde.
- Cornelis van den Bergstraat -
- Corverlaan -
- De Berken -
- De Clinge -
- De Dennen -
- De Genestetlaan - Petrus Augustus de Génestet, Nederlands dichter en theoloog.
- De Larix - naaldboom larix
- De Nieuwe Vaart -
- De Peppels -
- De Ruijterlaan - Michiel de Ruyter, admiraal
- De Sparren -
- Doctor Schaepmanlaan - Herman Schaepman (1844-1903), priester, dichter en politicus
- Dorotheagaarde - niet naar een persoon vernoemd
- Dr Abraham Kuyperlaan - Abraham Kuyper
- Dr Frederik van Eedenweg - Frederik van Eeden (schrijver) (1860–1932), Nederlands psychiater en schrijver
- Dr J Th de Visserlaan -
- Driestweg - driest
- Dwarslaan -
- Eendrachtpark - voormalige woningbouwvereniging De Eendracht
- Eikenlaan - eik, loofboom
- Eksterlaan - ekster
- Elisabethgaarde - niet naar een persoon vernoemd
- Elise Dammershof - Lies Dammers, verzetsstrijdster
- Eslaan -
- Esther de Boer van Rijklaan - Esther de Boer-van Rijk, Nederlandse toneelactrice.
- F C Dondersstraat - Franciscus Cornelis Donders, Nederlands hoogleraar geneeskunde en fysiologie.
- Floralaan -
- Floralialaan -
- Fokke Bleekerstraat - Fokke Bleeker, Nederlands verzetsstrijder tijdens de Tweede Wereldoorlog.
- Fortlaan -
- Franse Kampweg - De Franse Kamp is een natuurgebied en kampeerterrein in de Nederlandse provincie Noord-Holland, gelegen in de bossen ten zuidwesten van Bussum, nabij de Franse Kampweg.
- Generaal de la Reijlaan - Koos de la Rey, Boerengeneraal tijdens de Tweede Boerenoorlog en wordt algemeen beschouwd als een van de grootste militaire leiders in dat conflict.
- Gentiaanstraat - gentiaan, plantennaam
- Geuzenhof -
- Geysendorfferstraat - Gerrit J. Geysendorffer, Nederlands luchtvaartpionier
- Gildestraat - gilde (beroepsgroep), een beroepsvereniging, voornamelijk in de middeleeuwen
- Godelindebreestraat - Godelinde, laatste abdis van de toenmalige Abdij van Elten met het klooster genoemd naar St. Vitus
- Godelindedwarsstraat - Godelinde, laatste abdis van de toenmalige Abdij van Elten met het klooster genoemd naar St. Vitus
- Godelindestraat - Godelinde, laatste abdis van de toenmalige Abdij van Elten met het klooster genoemd naar St. Vitus
- Gooiberg -
- Gooibergstraat -
- Gooilaan - 't Gooi
- Gooilandseweg -
- Goudenregenstraat goudenregen, plantensoort
- Graaf Florislaan - Floris V van Holland (1254-1296), bijgenaamd der keerlen god (god van de boeren), was graaf van Holland en Zeeland en vanaf 1291 liet hij zich 'heer van Friesland' noemen, ofschoon hij alleen in West-Friesland feitelijke macht uitoefende.
- Graaf Wichmanlaan - Wichman IV (±920-na 974) was graaf van Hamaland en de Veluwe, en  ook van Het Gooi (Naarden)
- Groot Hertoginnelaan -
- Gudelalaan -
- H A Lorentzweg - Hendrik Lorentz, een van Nederlands grootste natuurkundigen en winnaar van de Nobelprijs voor de Natuurkunde 1902.
- H J Schimmellaan - Hendrik Jan Schimmel, Nederlandse dichter en schrijver.
- H Kamerlingh Onnesweg - Heike Kamerlingh Onnes (1853-1926), Leids fysicus en Nobelprijswinnaar
- H Zwaardemakerstraat - Heike Kamerlingh Onnes (1853-1926), Leids fysicus en Nobelprijswinnaar
- Hamerstraat -
- Havenstraat -
- Hector Treubstraat - Hector Treub, vanaf 1886 hoogleraar verloskunde in Leiden en vanaf 1896 in Amsterdam.
- Heidelaan -
- Herenstraat -
- Herman Gorterhof - Herman Gorter, dichter
- Heuvellaan -
- Hildegondestraat - heilige Hildegonde van Meer, stichteres & abdis; † 1118. Hildegonde was gehuwd met graaf Lothar von Ahr. Na de dood van haar man vormde zij haar ouderlijk kasteel van Meer bij Keulen om tot een klooster voor norbertinessen, vrouwelijke tak van de norbertijnen of premonstratenzers.
- Hogeweg -
- Honoré Lambostraat - Honoré Aloys Lambo
- Hooftlaan - Pieter Corneliszoon Hooft (1581-1647) was een Nederlandse geschiedkundige, dichter en toneelschrijver.
- Huizerweg - Huizen
- Iepenlaan - iep, loofboom
- Imkerweg - bijenhouder
- Irisstraat - plantensoort iris
- Isaäc Da Costalaan - Isaäc da Costa
- J F Evertslaan - J.F. Everts, gemeente-architect van Bussum
- J H van 't Hoffweg - Jacobus van 't Hoff, Nederlands scheikundige en winnaar van de eerste Nobelprijs voor de Scheikunde (1901). Hij wordt gezien als een van de grondleggers van de stereochemie en de fysische chemie.
- J J H Verhulstlaan - Johannes Verhulst, Nederlandse componist en dirigent
- Jacob Catslaan - Jacob Cats (dichter) (1577-1660), Nederlands dichter en jurist
- Jacob Catsplein - Jacob Cats (dichter) (1577-1660), Nederlands dichter en jurist
- Jacob Obrechtlaan - Jacob Obrecht
- Jacob Ruysdaellaan - Jacob van Ruisdael, schilder
- Jacobus Bellamylaan - Jacobus Bellamy, was een Nederlands dichter.
- Jan Bottemastraat - Jan Bottema (1908-1944) was een Nederlandse luitenant-ter-zee en verzetsstrijder tijdens de Tweede Wereldoorlog.
- Jan Pietersz Sweelincklaan - Jan Pieterszoon Sweelinck, een Nederlands componist en organist
- Jan Thijssenstraat - Jan Thijssen (1908-1945) was een Nederlandse verzetsstrijder tijdens de Tweede Wereldoorlog, geboren te Bussum.
- Jan Toebacklaan - Jan Tabak (Jan Toeback, Jan Toebaxman) was de bijnaam van Jan Jacobszoon, een inwoner van Naarden en eigenaar van logement Sandberg. Jacobszoon exploiteerde oorspronkelijk een drankwinkel in Bussum in de periode na 1673.
- Johan L Kemperstraat - Johan Louis Kemper, verzetsman.[1]
- Jozef Israëlslaan - Jozef Israëls, schilder
- Julianaplein - Juliana der Nederlanden
- K P C de Bazelstraat - K.P.C. de Bazel, architect
- Kamperfoeliestraat - kamperfoelie, plant
- Kapelstraat -
- Karbouwstraat - karbouw
- Karel Doormanlaan - Karel Doorman
- Keizer Ottostraat - Keizer Otto I de Grote (912-973), zoon van Hendrik de Vogelaar en Mathilde van Ringelheim, was hertog van Saksen, koning van Duitsland, koning van Italië, en "de eerste van de Duitse vorsten die keizer van Italië werd genoemd" volgens Arnulf van Milaan.
- Kerkstraat -
- Koedijklaan -
- Koekoeklaan - koekoek (vogel), een vogelsoort
- Koningin Emmalaan - Emma van Waldeck-Pyrmont
- Koningin Sophielaan -
- Koninginneweg -
- Koningslaan -
- Koopweg -
- Korte Godelindestraat -
- Korte Heul -
- Korte Landstraat -
- Korte Meijerkamplaan -
- Korte Singel -
- Krijnenweg -
- Kromme Englaan -
- Kruislaan -
- Laarderweg - naar Laren, een plaats en gemeente in Noord-Holland
- Lammert Majoorlaan -
- Landstraat -
- Lange Heul -
- Leeuweriklaan, - leeuwerik, zangvogel
- Lijsterlaan - lijsters, vogelfamilie
- Lindelaan - lindeboom
- Laan van Suchtelen van de Haare -
- Lothariuslaan - Lotharius I (795-855) was de oudste zoon van Lodewijk de Vrome en Ermengarde van Haspengouw, en Rooms-keizer van 817 tot 855.
- Lutgardisstraat -
- Majellapark - Majella Ziekenhuis, voormalig ziekenhuis in Bussum
- Marconiweg - Guglielmo Marconi, Italiaans natuurkundige, uitvinder en ondernemer.
- Marianne Philipslaan - Marianne Philips (1886-1951) was een Nederlands auteur.
- Mariastraat -
- Mecklenburglaan - Mecklenburg (spreek uit: Mek'lenboerg) is een (historische) streek in Noord-Duitsland. Thans vormt Mecklenburg het leeuwendeel van Mecklenburg-Voor-Pommeren, een deelstaat van de Bondsrepubliek Duitsland.
- Meentweg -
- Meerweg -
- Meidoornstraat - meidoorn, plantensoort
- Meijerkamplaan -
- Melkstraat -
- Melkweg -
- Merelhof -
- Meulenwiekelaan -
- Mezenlaan - Mezen (vogels) (Paridae) zijn een familie van de zangvogels.
- Middenlaan -
- Minister A S Talmalaan - Syb Talma (1864-1916) was een Nederlands dominee en politicus.
- Molenlaan -
- Nachtegaallaan - nachtegaal, zangvogel
- Nassaulaan -
- Nassaupark -
- Nassaustraat -
- Nicolaas Beetspad - Nicolaas Beets, schrijver
- Nieuw Bellevue -
- Nieuw Veldheim -
- Nieuwe 's-Gravelandseweg - 's-Graveland (Noord-Holland)
- Nieuwe Brink -
- Nieuwe Englaan -
- Nieuwe Hilversumseweg - Hilversum
- Nieuwe Raadhuisstraat -
- Nieuwe Spiegelstraat -
- Nieuwstraat -
- Nijverheidswerf -
- Noorderweg -
- Olmenlaan - iep of olm, een soort boom
- Oosteinde -
- Oosterpad -
- Oranjelaan -
- Oranjepark -
- Oud Bussummerweg -
- Oude 's-Gravelandseweg - 's-Graveland (Noord-Holland), dorp in de gemeente Wijdemeren
- P J C Gabriëllaan - Paul Joseph Constantin Gabriël, (1828-1903) was een schilder, tekenaar, aquarellist en etser, die behoorde tot de Haagse school.
- P J Lomanlaan - Petrus Johannes Loman (1891-1945), verzetsman in de Tweede Wereldoorlog
- P J Lomanplein - zie hierboven
- P M R Versteeghstraat - Pierre Marie Robert Versteegh (1888-1942) was een Nederlands luitenant-kolonel der artillerie, verzetsman en olympisch springruiter.
- Papaverstraat - Papaver (geslacht), een plantengeslacht
- Parallelweg -
- Parklaan -
- Parmentierstraat - Koene Dirk Parmentier, Nederlands vliegenier, luchtvaartpionier en militair
- Piet Heinlaan - Piet Hein (zeevaarder) (1577-1629), Nederlands kapitein en vlootaanvoerder, bekend van de verovering van de Zilvervloot.
- Plaggenweg -
- Poststraat -
- Potgieterlaan - Everhardus Johannes Potgieter, Nederlands schrijver
- Prins Bernhardlaan -
- Prins Hendriklaan -
- Prins Mauritslaan -
- Prinsenstraat -
- Prinses Beatrixplantsoen - Beatrix der Nederlanden
- Prinses Irenelaan -
- Prinses Margrietplantsoen - Margriet der Nederlanden
- Prinses Marielaan - Marie van Oranje-Nassau (1841-1910) prinses der Nederlanden, prinses van Oranje-Nassau was de tweede en jongste dochter van prins Frederik der Nederlanden en diens echtgenote prinses Louise van Pruisen.
- Radboudlaan - Radboud van Utrecht; De heilige Radboud (eigenlijk: Radbod) (ca.850-917) was bisschop van Utrecht van 899 tot 917.
- Randweg -
- Regentesselaan -
- Rhijnvis Feithlaan - Rhijnvis Feith (auteur) (1753-1824), een Nederlands schrijver en dichter
- Roemer Visscherlaan - Roemer Visscher, Nederlands graankoopman, assuradeur en dichter.
- Roodborstlaan - roodborst, vogelsoort
- Rostocklaan - Rostock (stad), een stad in de Duitse deelstaat Mecklenburg-Voor-Pommeren
- Ruthardlaan - Ruthard van Mainz (1089–1109), aartsbisschop van Mainz
- Ruysstraat -
- Scheperweg -
- Schoolstraat -
- Schwerinlaan - Schwerin, stad in Noord-Duitsland.
- Simon Stevinweg - Simon Stevin
- Singel -
- Sint Janslaan -
- Sint Vitusstraat - Vitus is een heilige en martelaar van de Rooms-Katholieke Kerk en de orthodoxe kerken.
- Slochterenlaan - Slochteren (dorp), plaats in Groningen
- Soerstraat -
- Spiegeldwarsstraat -
- Spiegelstraat -
- Spijkerstraat -
- Spoorlaan -
- Stadhouderslaan -
- Stargardlaan - kasteel in MecklenburgBurg Stargard
- Statenlaan -
- Stationsplein -
- Stationsweg -

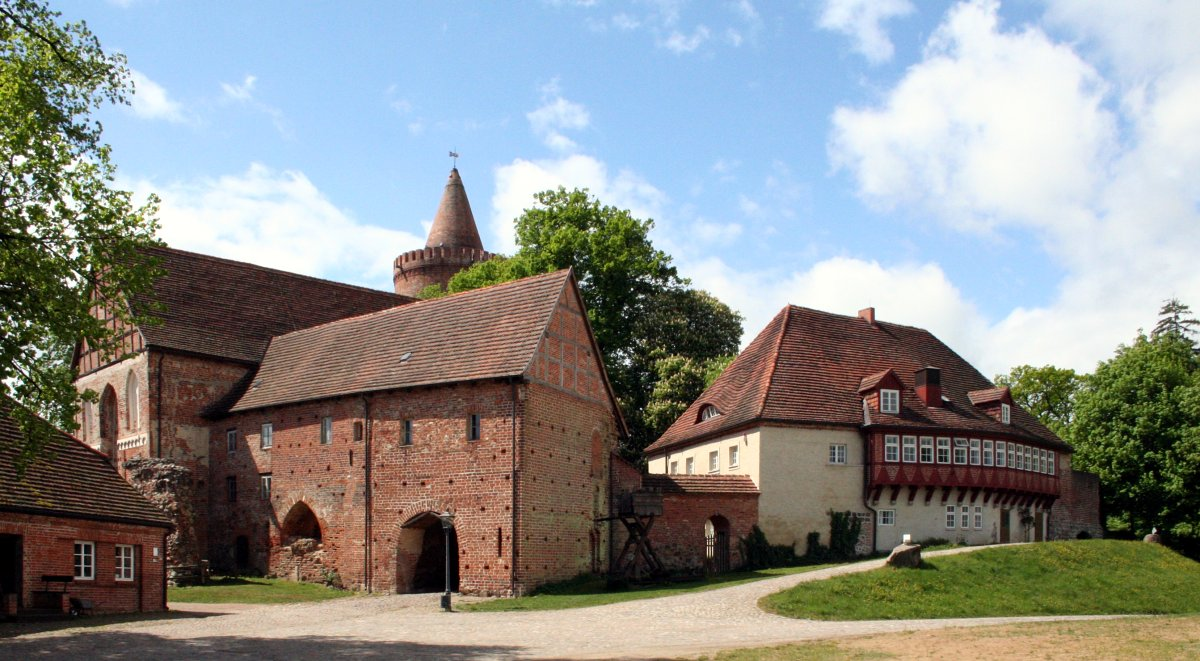
Burg Stargard

- Stuyvesantstraat - Peter Stuyvesant
- T B Huurmanlaan -
- Tasmanstraat - Abel Tasman
- Tesselschadelaan - Algemeene Vrouwenvereeniging Tesselschade-Arbeid Adelt is de oudste vrouwenvereniging van Nederland.
- Thierensstraat - A.E. Thierens (1875-1941) richtte in 1907 het Nederlands Genootschap tot bestudeering van de Astronomie en Moderne Astrologie op.
- Top Naefflaan - Top Naeff, Nederlands auteur
- Torenlaan -
- Tromplaan - Maarten Harpertszoon Tromp, admiraal
- Vaartweg -
- Van Galenlaan -
- Van Linschotenstraat - Jan Huygen van Linschoten (ca.1563-1611) was een Nederlandse boekhouder, koopman, ontdekkingsreiziger, tekenaar en schrijver die aan de wieg heeft gestaan van de Nederlandse zeevaart naar Azië.
- Van Noortstraat - Olivier van Noort, zeevaarder
- Van Riebeeckstraat - Jan van Riebeeck
- Van Speijklaan -
- Veerplein -
- Veerstraat -
- Veldheimerlaan -
- Veldweg -
- Verbindingslaan -
- Vijverberg -
- Visserstraat -
- Vliegdenweg -
- Vlietlaan -
- Vogelkersstraat - vogelkers, plantennaam
- Vondellaan - Joost van den Vondel
- Voormeulenweg -
- Vosmaerlaan - Jacob Vosmaer (1783-1824) was een Nederlands geneeskundige en schrijver. Hij was de oom van Carel Vosmaer.
- Vossiuslaan - Gerardus Vossius (1577-1649), Nederlands-Duits protestants theoloog, taalkundige, geschiedkundige en humanist
- Vredehof -
- Waldecklaan -
- Waltherlaan -
- Weidehof -
- Wielewaallaan - wielewaal, zangvogel
- Wilhelminaplantsoen -
- Willem Barentszstraat - Willem Barentsz
- Willem Bilderdijklaan - Willem Bilderdijk, schrijver
- Willem Kalfflaan - Willem Kalf, Nederlands kunstschilder
- Willemslaan -
- Wisentstraat - wisent
- Witte de Withlaan - Witte de With
- Wladimirlaan -
- Zanderijweg -
- Zilverschoonstraat - zilverschoon, plantennaam
- Zwaluwlaan - zwaluwen (zangvogels)
- Zwarteweg -